# Harz (Landkreis Göttingen)
Harz (Landkreis Göttingen), innan 2016 Harz (Landkreis Osterode am Harz), är ett kommunfritt område i Landkreis Göttingen i förbundslandet Niedersachsen i Tyskland.